# Megliadino San Fidenzio
Megliadino San Fidenzio – miejscowość i gmina we Włoszech, w regionie Wenecja Euganejska, w prowincji Padwa.
Według danych na rok 2004 gminę zamieszkiwały 1834 osoby, 122,3 os./km².
17 lutego 2018 gmina została zlikwidowana.